# NGC 4934
NGC 4934 (również PGC 45082 lub UGC 8160) – galaktyka spiralna (S0-a), znajdująca się w gwiazdozbiorze Warkocza Bereniki. Odkrył ją Heinrich Louis d’Arrest 20 kwietnia 1865 roku. Jest to galaktyka z aktywnym jądrem.